# Scirtes plagiatus
Scirtes plagiatus är en skalbaggsart som beskrevs av Schaeffer. Scirtes plagiatus ingår i släktet Scirtes och familjen mjukbaggar. Inga underarter finns listade i Catalogue of Life.